# Erhard Eppler

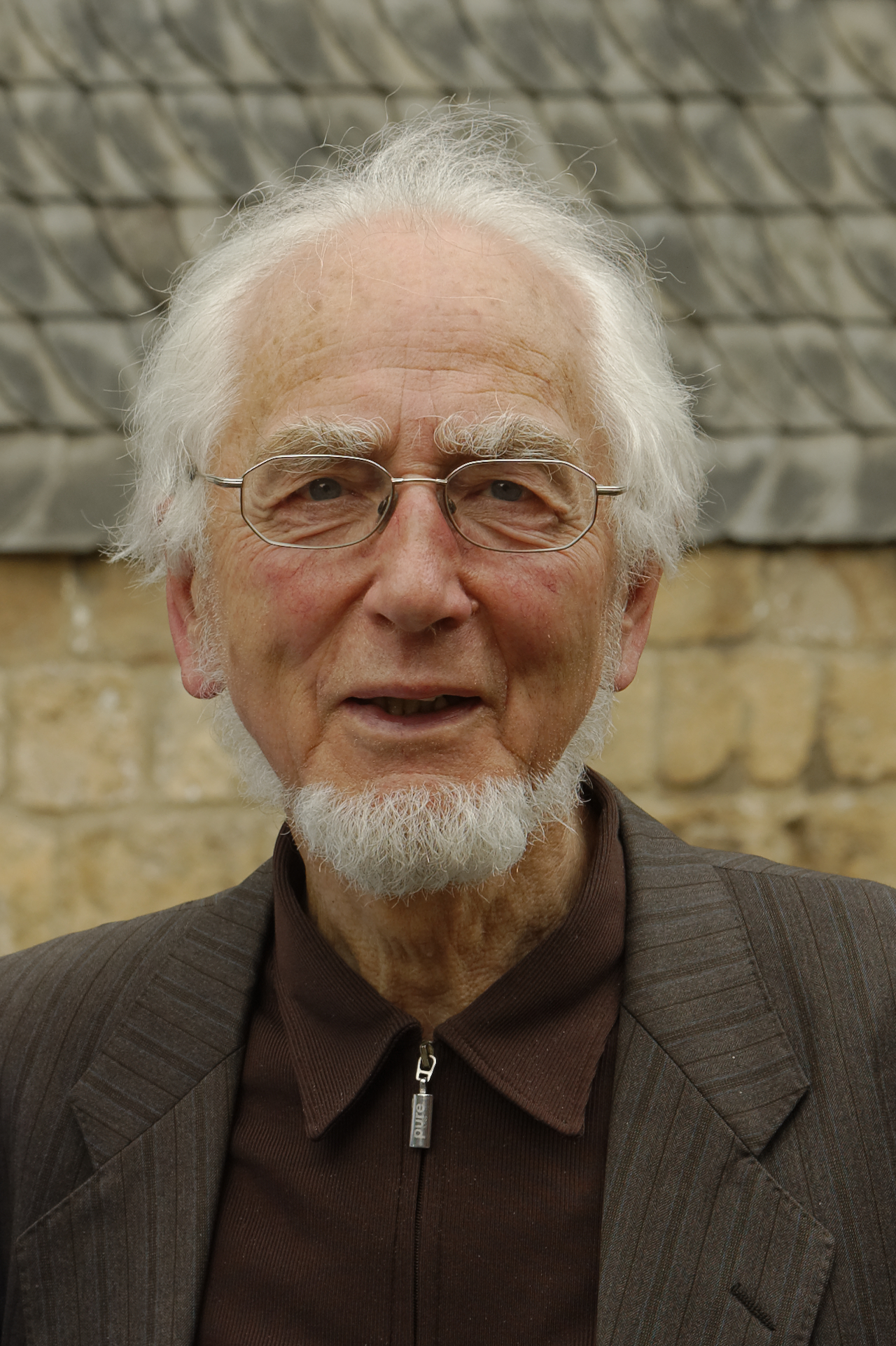
Erhard Eppler 2013.

Erhard Eppler, född 9 december 1926 i Ulm i Baden-Württemberg, död 19 oktober 2019 i Schwäbisch Hall i Baden-Württemberg, var en tysk socialdemokratisk politiker (SPD). Eppler hade flera ledande poster inom SPD, bland annat som minister 1968–1974 och som SPD-ledare i Baden-Württemberg 1973–1981.

## Biografi
Eppler växte upp i Schwäbisch Hall och var under andra världskriget inkallad i Wehrmacht som luftvärnssoldat. Han gick med i NSDAP 1943. Han tog examen 1946 och studerade engelska, tyska och historia vid universiteten i Frankfurt am Main, Bern och Tübingen för att bli lärare. Han började arbeta som lärare i Schwenningen 1953. Hans väg in i politiken började under studieåren i Bern då han lärde känna Gustav Heinemann. Heinemann lämnade CDU och startade Gesamtdeutsche Volkspartei (GVP) i vilket Eppler gick med. Heinemann och Eppler, liksom flertalet av GVP:s medlemmar, gick 1956 sedan över till SPD. Eppler blev förbundsdagsledamot 1961 vilket han var fram till 1976. 1972–1982 satt han i Baden-Württembergs lantdag. Eppler har setts som en representant för SPD:s vänsterfalang.
Eppler utnämndes till minister för ekonomiskt samarbete i regeringskoalitionen mellan CDU/CSU och SPD under förbundskansler Kurt Georg Kiesinger 1968, en post han behöll vid regeringsskiftet till en koalition mellan SPD och FDP 1969. Han avgick 1974 sedan han vänt sig mot de nedskärningar som genomfördes på hans departement. Under perioden 1970–1991 var Eppler med i SPD:s ledningsgrupp och ledde flera interna kommissioner om bland annat arbetet med partiets grundvärderingar. 1973–1981 var han ledare för SPD i Baden-Württemberg och var ministerpresidentkandidat 1976 och 1980 men förlorade mot Hans Filbinger och Lothar Späth.
Efter sin tid som heltidspolitiker arbetade han inom den protestantiska kyrkan och var 1981–1983 och 1989–1991 ordförande för Deutscher Evangelischer Kirchentag. Han skrev ett antal böcker om den politiska situationen i Tyskland, om ekonomi och om utvecklingen av samhället och politiken.